# Dominik Livaković
Dominik Livaković (Zadar, 9 januari 1995) is een Kroatisch voetballer die speelt als doelman. In augustus 2023 verruilde hij Dinamo Zagreb voor Fenerbahçe. Livaković maakte in 2017 zijn debuut in het Kroatisch voetbalelftal.

## Clubcarrière

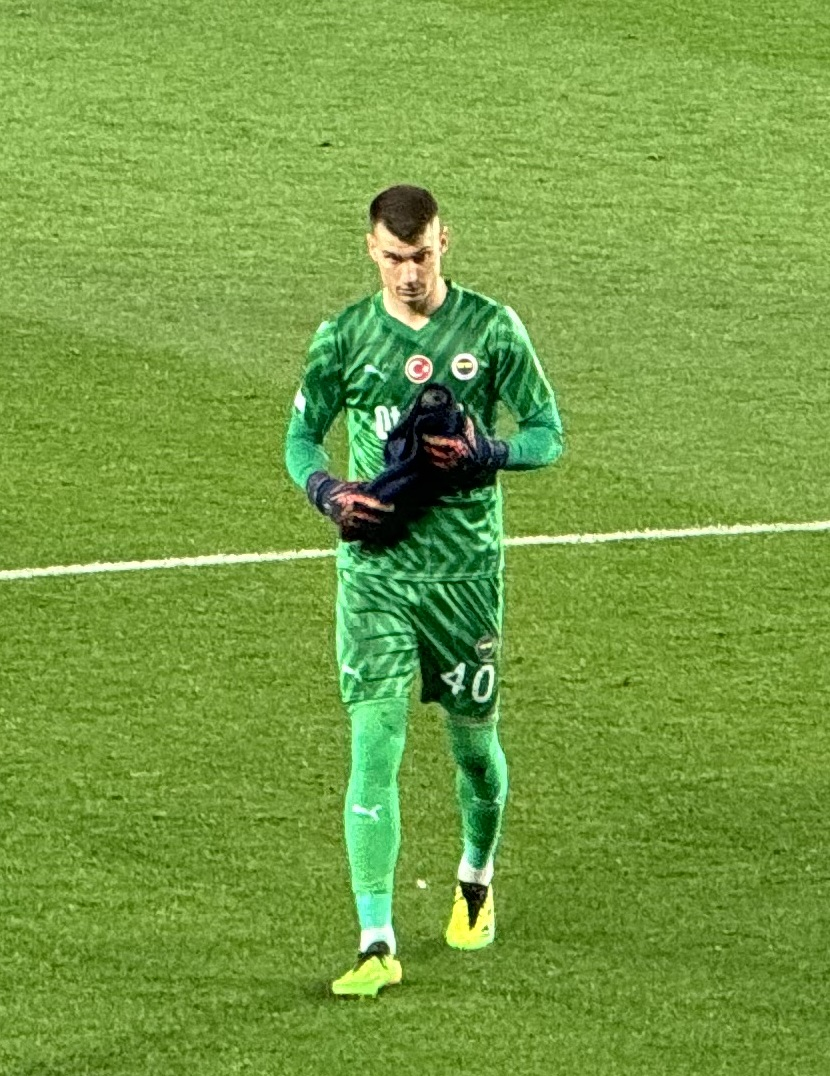
Dominik Livaković bij Fenerbahçe in 2024

Livaković speelde in de jeugd van Zadar en kwam in 2012 terecht bij NK Zagreb. Bij die club maakte de doelman ook zijn debuut als professioneel voetballer. Op 31 augustus 2012 was zijn eerste optreden, toen in eigen huis met 0–1 verloren werd van Cibalia Vinkovci. Na vier seizoenen, waarin gedegradeerd en gepromoveerd werd, verkaste Livaković naar Dinamo Zagreb. Die club betaalde circa zeshonderdduizend euro voor zijn overgang. Bij Dinamo werd de Kroaat al snel eerste doelman en hij maakte ook zijn debuut in het continentale voetbal, toen hij op 18 oktober 2016 in de Champions League mocht keepen tegen Sevilla. De Spanjaarden wonnen met 0–1 door een treffer van Samir Nasri. Het contract van Livaković werd in 2019 verlengd tot medio 2024. In augustus 2023 verkaste de sluitpost naar Fenerbahçe.

## Clubstatistieken
| Seizoen | Club          | Competitie | Competitie | Competitie | Beker | Beker | Internationaal | Internationaal | Totaal | Totaal |
| Seizoen | Club          | Competitie | Wed.       | Dlp.       | Wed.  | Dlp.  | Wed.           | Dlp.           | Wed.   | Dlp.   |
| ------- | ------------- | ---------- | ---------- | ---------- | ----- | ----- | -------------- | -------------- | ------ | ------ |
| 2012/13 | NK Zagreb     | 1. HNL     | 23         | 0          | 1     | 0     | —              | —              | 24     | 0      |
| 2013/14 | NK Zagreb     | 2. HNL     | 14         | 0          | 0     | 0     | —              | —              | 14     | 0      |
| 2014/15 | NK Zagreb     | 1. HNL     | 35         | 0          | 1     | 0     | —              | —              | 36     | 0      |
| 2015/16 | NK Zagreb     | 1. HNL     | 32         | 0          | 3     | 0     | —              | —              | 35     | 0      |
| 2016/17 | Dinamo Zagreb | 1. HNL     | 22         | 0          | 1     | 0     | 4              | 0              | 27     | 0      |
| 2017/18 | Dinamo Zagreb | 1. HNL     | 33         | 0          | 0     | 0     | 4              | 0              | 37     | 0      |
| 2018/19 | Dinamo Zagreb | 1. HNL     | 21         | 0          | 3     | 0     | 10             | 0              | 34     | 0      |
| 2019/20 | Dinamo Zagreb | 1. HNL     | 26         | 0          | 2     | 0     | 12             | 0              | 40     | 0      |
| 2020/21 | Dinamo Zagreb | 1. HNL     | 33         | 0          | 1     | 0     | 14             | 0              | 48     | 0      |
| 2021/22 | Dinamo Zagreb | 1. HNL     | 34         | 0          | 1     | 0     | 14             | 0              | 49     | 0      |
| 2022/23 | Dinamo Zagreb | 1. HNL     | 35         | 0          | 3     | 0     | 12             | 0              | 50     | 0      |
| 2023/24 | Dinamo Zagreb | 1. HNL     | 3          | 0          | 1     | 0     | 4              | 0              | 8      | 0      |
| 2023/24 | Fenerbahçe    | Süper Lig  | 34         | 0          | 0     | 0     | 6              | 0              | 40     | 0      |
| 2024/25 | Fenerbahçe    | Süper Lig  | 22         | 0          | 0     | 0     | 10             | 0              | 32     | 0      |
| Totaal  | Totaal        | Totaal     | 367        | 0          | 17    | 0     | 90             | 0              | 474    | 0      |

Bijgewerkt op 14 juli 2025.

## Interlandcarrière
Livaković maakte zijn debuut in het Kroatisch voetbalelftal op 11 januari 2017, toen met 1–1 gelijkgespeeld werd tegen Chili door treffers van César Pinares en Franko Andrijašević. De doelman mocht van bondscoach Ante Čačić als basisspeler aan het duel beginnen en hij speelde de volledige negentig minuten. De andere debutanten dit duel waren Nikola Matas, Mateo Barać, Antonio Perošević, Borna Barišić (allen Osijek), Jakov Filipović (Inter Zaprešić), Luka Ivanušec, Mirko Marić (Lokomotiva), Filip Ozobić (Qäbälä), Fran Tudor (Hajduk Split), Josip Mišić (Rijeka) en Mario Šitum (Dinamo Zagreb). Livaković werd in mei 2018 door bondscoach Zlatko Dalić opgenomen in de selectie van Kroatië voor het wereldkampioenschap in Rusland. Op het toernooi bereikte Kroatië de finale, waarin Frankrijk met 4–2 te sterk was. Livaković kwam tijdens het toernooi niet in actie.
De doelman werd in mei 2021 door Dalić opgenomen in de Kroatische selectie voor het uitgestelde EK 2020. Op het toernooi werd Kroatië in de achtste finales uitgeschakeld door Spanje (3–5 na verlenging). Daarvoor werd in de groepsfase verloren van Engeland (1–0), gelijkgespeeld tegen Tsjechië (1–1) en gewonnen van Schotland (3–1). Livaković speelde in alle vier wedstrijden mee. Zijn toenmalige teamgenoten Mario Gavranović (Zwitserland), Arijan Ademi, Stefan Ristovski (beiden Noord-Macedonië), Mislav Oršić, Bruno Petković, Joško Gvardiol en Luka Ivanušec (allen eveneens Kroatië) waren ook actief op het EK.
In oktober 2022 werd Livaković door Dalić opgenomen in de voorselectie van Kroatië voor het WK 2022. Anderhalve week later behoorde hij ook tot de definitieve selectie. Tijdens dit WK behaalde Kroatië de derde plek door na een uitschakeling tegen Argentinië in de halve finales te winnen van Marokko. In de groepsfase was gewonnen van Canada en gelijkgespeeld tegen Marokko en België. Daarna werd op strafschoppen gewonnen van Japan en Brazilië. Livaković speelde in alle wedstrijden mee en stopte tegen Japan drie strafschoppen en ook één tegen Brazilië. Zijn toenmalige clubgenoten Sadegh Moharrami (Iran), Bruno Petković, Mislav Oršić en Josip Šutalo (allen eveneens Kroatië) waren ook actief op het toernooi.
Livaković werd in mei 2024 door Dalić opgenomen in de Kroatische selectie voor het EK 2024 in Duitsland. Kroatië werd in de groepsfase uitgeschakeld na een nederlaag tegen Spanje (3–0) en gelijke spelen tegen Albanië (2–2) en Italië (1–1). Livaković kwam op het EK in alle duels in actie. Zijn toenmalige clubgenoten Dušan Tadić (Servië), Sebastian Szymański (Polen), İsmail Yüksek, İrfan Can Kahveci, Mert Müldür en Ferdi Kadıoğlu (allen Turkije) waren ook actief op het toernooi.
| Interlands van Dominik Livaković voor Kroatië | Interlands van Dominik Livaković voor Kroatië | Interlands van Dominik Livaković voor Kroatië | Interlands van Dominik Livaković voor Kroatië | Interlands van Dominik Livaković voor Kroatië | Interlands van Dominik Livaković voor Kroatië | Interlands van Dominik Livaković voor Kroatië |
| №                                             | Datum                                         | Wedstrijd                                     | Uitslag                                       | Competitie                                    | Goals                                         |                                               |
| Als speler bij Dinamo Zagreb                  | Als speler bij Dinamo Zagreb                  | Als speler bij Dinamo Zagreb                  | Als speler bij Dinamo Zagreb                  | Als speler bij Dinamo Zagreb                  | Als speler bij Dinamo Zagreb                  | Als speler bij Dinamo Zagreb                  |
| --------------------------------------------- | --------------------------------------------- | --------------------------------------------- | --------------------------------------------- | --------------------------------------------- | --------------------------------------------- | --------------------------------------------- |
| 1                                             | 11 januari 2017                               | Chili – Kroatië                               | 1 – 1                                         | Vriendschappelijk                             |                                               |                                               |
| 2                                             | 12 oktober 2018                               | Kroatië – Engeland                            | 0 – 0                                         | Nations League 2018/19                        |                                               |                                               |
| 3                                             | 15 oktober 2018                               | Kroatië – Jordanië                            | 2 – 1                                         | Vriendschappelijk                             |                                               |                                               |
| 4                                             | 8 juni 2019                                   | Kroatië – Wales                               | 2 – 1                                         | EK 2020 kwalificatie                          |                                               |                                               |
| 5                                             | 6 september 2019                              | Slowakije – Kroatië                           | 0 – 4                                         | EK 2020 kwalificatie                          |                                               |                                               |
| 6                                             | 9 september 2019                              | Azerbeidzjan – Kroatië                        | 1 – 1                                         | EK 2020 kwalificatie                          |                                               |                                               |
| 7                                             | 10 oktober 2019                               | Kroatië – Hongarije                           | 3 – 0                                         | EK 2020 kwalificatie                          |                                               |                                               |
| 8                                             | 13 oktober 2019                               | Wales – Kroatië                               | 1 – 1                                         | EK 2020 kwalificatie                          |                                               |                                               |
| 9                                             | 16 november 2019                              | Kroatië – Slowakije                           | 3 – 1                                         | EK 2020 kwalificatie                          |                                               |                                               |
| 10                                            | 5 september 2020                              | Portugal – Kroatië                            | 4 – 1                                         | Nations League 2020/21                        |                                               |                                               |
| 11                                            | 8 september 2020                              | Frankrijk – Kroatië                           | 4 – 2                                         | Nations League 2020/21                        |                                               |                                               |
| 12                                            | 7 oktober 2020                                | Zwitserland – Kroatië                         | 1 – 2                                         | Vriendschappelijk                             |                                               |                                               |
| 13                                            | 11 oktober 2020                               | Kroatië – Zweden                              | 2 – 1                                         | Nations League 2020/21                        |                                               |                                               |
| 14                                            | 14 oktober 2020                               | Kroatië – Frankrijk                           | 1 – 2                                         | Nations League 2020/21                        |                                               |                                               |
| 15                                            | 13 november 2020                              | Zweden – Kroatië                              | 2 – 1                                         | Nations League 2020/21                        |                                               |                                               |
| 16                                            | 17 november 2020                              | Kroatië – Portugal                            | 2 – 3                                         | Nations League 2020/21                        |                                               |                                               |
| 17                                            | 24 maart 2021                                 | Slovenië – Kroatië                            | 1 – 0                                         | WK 2022 kwalificatie                          |                                               |                                               |
| 18                                            | 27 maart 2021                                 | Kroatië – Cyprus                              | 1 – 0                                         | WK 2022 kwalificatie                          |                                               |                                               |
| 19                                            | 30 maart 2021                                 | Kroatië – Malta                               | 3 – 0                                         | WK 2022 kwalificatie                          |                                               |                                               |
| 20                                            | 1 juni 2021                                   | Kroatië – Armenië                             | 1 – 1                                         | Vriendschappelijk                             |                                               |                                               |
| 21                                            | 6 juni 2021                                   | België – Kroatië                              | 1 – 0                                         | Vriendschappelijk                             |                                               |                                               |
| 22                                            | 13 juni 2021                                  | Engeland – Kroatië                            | 1 – 0                                         | EK 2020                                       |                                               |                                               |
| 23                                            | 18 juni 2021                                  | Kroatië – Tsjechië                            | 1 – 1                                         | EK 2020                                       |                                               |                                               |
| 24                                            | 22 juni 2021                                  | Kroatië – Schotland                           | 3 – 1                                         | EK 2020                                       |                                               |                                               |
| 25                                            | 28 juni 2021                                  | Kroatië – Spanje                              | 3 – 5 (n.v.)                                  | EK 2020                                       |                                               |                                               |
| 26                                            | 1 september 2021                              | Rusland – Kroatië                             | 0 – 0                                         | WK 2022 kwalificatie                          |                                               |                                               |
| 27                                            | 8 oktober 2021                                | Cyprus – Kroatië                              | 0 – 3                                         | WK 2022 kwalificatie                          |                                               |                                               |
| 28                                            | 11 oktober 2021                               | Kroatië – Slowakije                           | 2 – 2                                         | WK 2022 kwalificatie                          |                                               |                                               |
| 29                                            | 26 maart 2022                                 | Kroatië – Slovenië                            | 1 – 1                                         | Vriendschappelijk                             |                                               |                                               |
| 30                                            | 6 juni 2022                                   | Kroatië – Frankrijk                           | 1 – 1                                         | Nations League 2022/23                        |                                               |                                               |
| 31                                            | 10 juni 2022                                  | Denemarken – Kroatië                          | 0 – 1                                         | Nations League 2022/23                        |                                               |                                               |
| 32                                            | 22 september 2022                             | Kroatië – Denemarken                          | 2 – 1                                         | Nations League 2022/23                        |                                               |                                               |
| 33                                            | 25 september 2022                             | Oostenrijk – Kroatië                          | 1 – 3                                         | Nations League 2022/23                        |                                               |                                               |
| 34                                            | 16 november 2022                              | Saoedi-Arabië – Kroatië                       | 0 – 1                                         | Vriendschappelijk                             |                                               |                                               |
| 35                                            | 23 november 2022                              | Marokko – Kroatië                             | 0 – 0                                         | WK 2022                                       |                                               |                                               |
| 36                                            | 27 november 2022                              | Kroatië – Canada                              | 4 – 1                                         | WK 2022                                       |                                               |                                               |
| 37                                            | 1 december 2022                               | Kroatië – België                              | 0 – 0                                         | WK 2022                                       |                                               |                                               |
| 38                                            | 5 december 2022                               | Japan – Kroatië                               | 1 – 1 (1 – 3 n.s.)                            | WK 2022                                       |                                               |                                               |
| 39                                            | 9 december 2022                               | Kroatië – Brazilië                            | 1 – 1 (4 – 2 n.s.)                            | WK 2022                                       |                                               |                                               |
| 40                                            | 13 december 2022                              | Argentinië – Kroatië                          | 3 – 0                                         | WK 2022                                       |                                               |                                               |
| 41                                            | 17 december 2022                              | Kroatië – Marokko                             | 2 – 1                                         | WK 2022                                       |                                               |                                               |
| 42                                            | 25 maart 2023                                 | Kroatië – Wales                               | 1 – 1                                         | EK 2024 kwalificatie                          |                                               |                                               |
| 43                                            | 28 maart 2023                                 | Turkije – Kroatië                             | 0 – 2                                         | EK 2024 kwalificatie                          |                                               |                                               |
| 44                                            | 14 juni 2023                                  | Nederland – Kroatië                           | 2 – 4 (n.v.)                                  | Nations League 2022/23                        |                                               |                                               |
| 45                                            | 18 juni 2023                                  | Kroatië – Spanje                              | 0 – 0 (4 – 5 n.s.)                            | Nations League 2022/23                        |                                               |                                               |
| Als speler bij Fenerbahçe                     |                                               |                                               |                                               |                                               |                                               |                                               |
| 46                                            | 8 september 2023                              | Kroatië – Letland                             | 5 – 0                                         | EK 2024 kwalificatie                          |                                               |                                               |
| 47                                            | 11 september 2023                             | Armenië – Kroatië                             | 0 – 1                                         | EK 2024 kwalificatie                          |                                               |                                               |
| 48                                            | 12 oktober 2023                               | Kroatië – Turkije                             | 0 – 1                                         | EK 2024 kwalificatie                          |                                               |                                               |
| 49                                            | 15 oktober 2023                               | Wales – Kroatië                               | 2 – 1                                         | EK 2024 kwalificatie                          |                                               |                                               |
| 50                                            | 18 november 2023                              | Letland – Kroatië                             | 0 – 2                                         | EK 2024 kwalificatie                          |                                               |                                               |
| 51                                            | 21 november 2023                              | Kroatië – Armenië                             | 1 – 0                                         | EK 2024 kwalificatie                          |                                               |                                               |
| 52                                            | 23 maart 2024                                 | Tunesië – Kroatië                             | 0 – 0                                         | Vriendschappelijk                             |                                               |                                               |
| 53                                            | 3 juni 2024                                   | Kroatië – Noord-Macedonië                     | 3 – 0                                         | Vriendschappelijk                             |                                               |                                               |
| 54                                            | 8 juni 2024                                   | Portugal – Kroatië                            | 1 – 2                                         | Vriendschappelijk                             |                                               |                                               |
| 55                                            | 15 juni 2024                                  | Spanje – Kroatië                              | 3 – 0                                         | EK 2024                                       |                                               |                                               |
| 56                                            | 19 juni 2024                                  | Kroatië – Albanië                             | 2 – 2                                         | EK 2024                                       |                                               |                                               |
| 57                                            | 24 juni 2024                                  | Kroatië – Italië                              | 1 – 1                                         | EK 2024                                       |                                               |                                               |
| 58                                            | 5 september 2024                              | Portugal – Kroatië                            | 2 – 1                                         | Nations League 2024/25                        |                                               |                                               |
| 59                                            | 8 september 2024                              | Kroatië – Polen                               | 1 – 0                                         | Nations League 2024/25                        |                                               |                                               |
| 60                                            | 12 oktober 2024                               | Kroatië – Schotland                           | 2 – 1                                         | Nations League 2024/25                        |                                               |                                               |
| 61                                            | 15 oktober 2024                               | Polen – Kroatië                               | 3 – 3                                         | Nations League 2024/25                        |                                               |                                               |
| 62                                            | 18 november 2024                              | Kroatië – Portugal                            | 1 – 1                                         | Nations League 2024/25                        |                                               |                                               |
| 63                                            | 20 maart 2025                                 | Kroatië – Frankrijk                           | 2 – 0                                         | Nations League 2024/25                        |                                               |                                               |
| 64                                            | 23 maart 2025                                 | Frankrijk – Kroatië                           | 2 – 0 (5 – 4 n.s.)                            | Nations League 2024/25                        |                                               |                                               |
| 65                                            | 6 juni 2025                                   | Gibraltar – Kroatië                           | 0 – 7                                         | WK 2026 kwalificatie                          |                                               |                                               |
| 66                                            | 9 juni 2025                                   | Kroatië – Tsjechië                            | 5 – 1                                         | WK 2026 kwalificatie                          |                                               |                                               |

Bijgewerkt op 14 juli 2025.

## Erelijst
| Competitie                  |           |                                                               |           |           |
| Competitie                  | Aantal    | Jaren                                                         |           |           |
| NK Zagreb                   | NK Zagreb | NK Zagreb                                                     | NK Zagreb | NK Zagreb |
| --------------------------- | --------- | ------------------------------------------------------------- | --------- | --------- |
| 2. HNL                      | 1         | 2013/14                                                       |           |           |
| Dinamo Zagreb               |           |                                                               |           |           |
| 1. HNL                      | 7         | 2017/18, 2018/19, 2019/20, 2020/21, 2021/22, 2022/23, 2023/24 |           |           |
| Hrvatski nogometni kup      | 3         | 2016/17, 2017/18, 2020/21                                     |           |           |
| Hrvatski nogometni superkup | 3         | 2019, 2022, 2023                                              |           |           |